# La Compôte
La Compôte, nommée parfois localement La Compôte-en-Bauges, est une commune française située dans le département de la Savoie, en région Auvergne-Rhône-Alpes.
Commune de montagne du massif des Bauges et à ce titre membre du parc naturel régional du massif des Bauges.

## Géographie

### Situation
La commune de La Compôte est située dans le massif alpin des Bauges, à l'est de Chambéry dans le département de la Savoie.
Commune de moyenne montagne dont l’altitude varie de 662 à 1 964 mètres en contrebas du mont Colombier (2 045 m) au sud, son territoire s'étend sur 7,57 km2 et est la seule commune du massif des Bauges à n’être constitué que d'un seul tenant constituant son chef-lieu.
Ce chef-lieu est situé au nord du territoire communal, le long du torrent Le Grand Nant et à proximité du Chéran dans lequel se jette le premier en contrebas du chef-lieu.
Enfin, la commune fait partie du parc naturel régional du massif des Bauges,.

### Communes limitrophes
La Compôte compte six communes limitrophes, toutes situées dans le massif des Bauges. L'une d'entre elles, Aillon-le-Jeune, n'est limitrophe que par un quadripoint au mont Colombier.

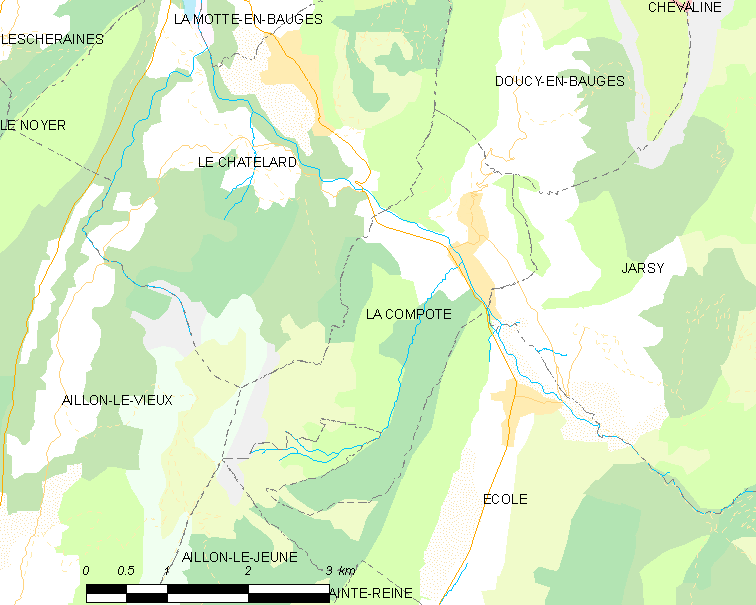
La Compôte et les communes voisines.

| Le Châtelard                  | Doucy-en-Bauges                      | Jarsy |
| Le Châtelard, Aillon-le-Vieux | La Compôte                           | École |
| Aillon-le-Vieux               | École, Aillon-le-Jeune (quadripoint) | École |

### Voies de communication et transports
La commune de La Compôte est traversée à proximité de son chef-lieu par l’ancienne Route nationale 511, aujourd'hui Route départementale 911, traversant les Bauges de Grésy-sur-Aix au nord d'Aix-les-Bains, à Saint-Pierre-d'Albigny au sud-ouest d'Albertville. Arrivant du Châtelard par le pont d'Escorchevel sur le Chéran, elle rejoint ensuite École et Sainte-Reine avant de quitter le massif par le col du Frêne.
Le chef-lieu est pour sa part traversée par la route départementale 60 qui se sépare de la RD 911 et rejoint la commune de Doucy-en-Bauges située plus au nord.
En matière de transport ferroviaire, les gares ferroviaires les plus proches sont celles de Chambéry, d'Aix-les-Bains (desservies par TGV depuis et vers Paris) et de Saint-Pierre-d'Albigny.
Pour le transport aérien, l'aéroport le plus proche est l'aéroport de Chambéry - Savoie, mais les aéroports internationaux de Lyon et Genève sont situés à une centaine de kilomètres chacun.

### Climat
Pour des articles plus généraux, voir Climat d'Auvergne-Rhône-Alpes et Climat de la Savoie.
En 2010, le climat de la commune est de type climat de montagne, selon une étude du Centre national de la recherche scientifique s'appuyant sur une série de données couvrant la période 1971-2000. En 2020, Météo-France publie une typologie des climats de la France métropolitaine dans laquelle la commune est exposée à un climat de montagne ou de marges de montagne et est dans la région climatique Alpes du nord, caractérisée par une pluviométrie annuelle de 1 200 à 1 500 mm, irrégulièrement répartie en été.
Pour la période 1971-2000, la température annuelle moyenne est de 9,2 °C, avec une amplitude thermique annuelle de 17,7 °C. Le cumul annuel moyen de précipitations est de 1 505 mm, avec 10,5 jours de précipitations en janvier et 9,6 jours en juillet. Pour la période 1991-2020, la température moyenne annuelle observée sur la station météorologique de Météo-France la plus proche, « Lescheraines », sur la commune de Lescheraines à 6 km à vol d'oiseau, est de 9,3 °C et le cumul annuel moyen de précipitations est de 1 363,4 mm,. Pour l'avenir, les paramètres climatiques de la commune estimés pour 2050 selon différents scénarios d'émission de gaz à effet de serre sont consultables sur un site dédié publié par Météo-France en novembre 2022.

## Urbanisme

### Typologie
Au 1er janvier 2024, La Compôte est catégorisée commune rurale à habitat dispersé, selon la nouvelle grille communale de densité à sept niveaux définie par l'Insee en 2022.
Elle est située hors unité urbaine et hors attraction des villes,.

### Occupation des sols
L'occupation des sols de la commune, telle qu'elle ressort de la base de données européenne d’occupation biophysique des sols Corine Land Cover (CLC), est marquée par l'importance des forêts et milieux semi-naturels (72,8 % en 2018), une proportion identique à celle de 1990 (72,8 %). La répartition détaillée en 2018 est la suivante : 
forêts (55,3 %), prairies (21,7 %), milieux à végétation arbustive et/ou herbacée (13,2 %), zones urbanisées (5,5 %), espaces ouverts, sans ou avec peu de végétation (4,3 %).
L'IGN met par ailleurs à disposition un outil en ligne permettant de comparer l’évolution dans le temps de l’occupation des sols de la commune (ou de territoires à des échelles différentes). Plusieurs époques sont accessibles sous forme de cartes ou photos aériennes : la carte de Cassini (XVIIIe siècle), la carte d'état-major (1820-1866) et la période actuelle (1950 à aujourd'hui).

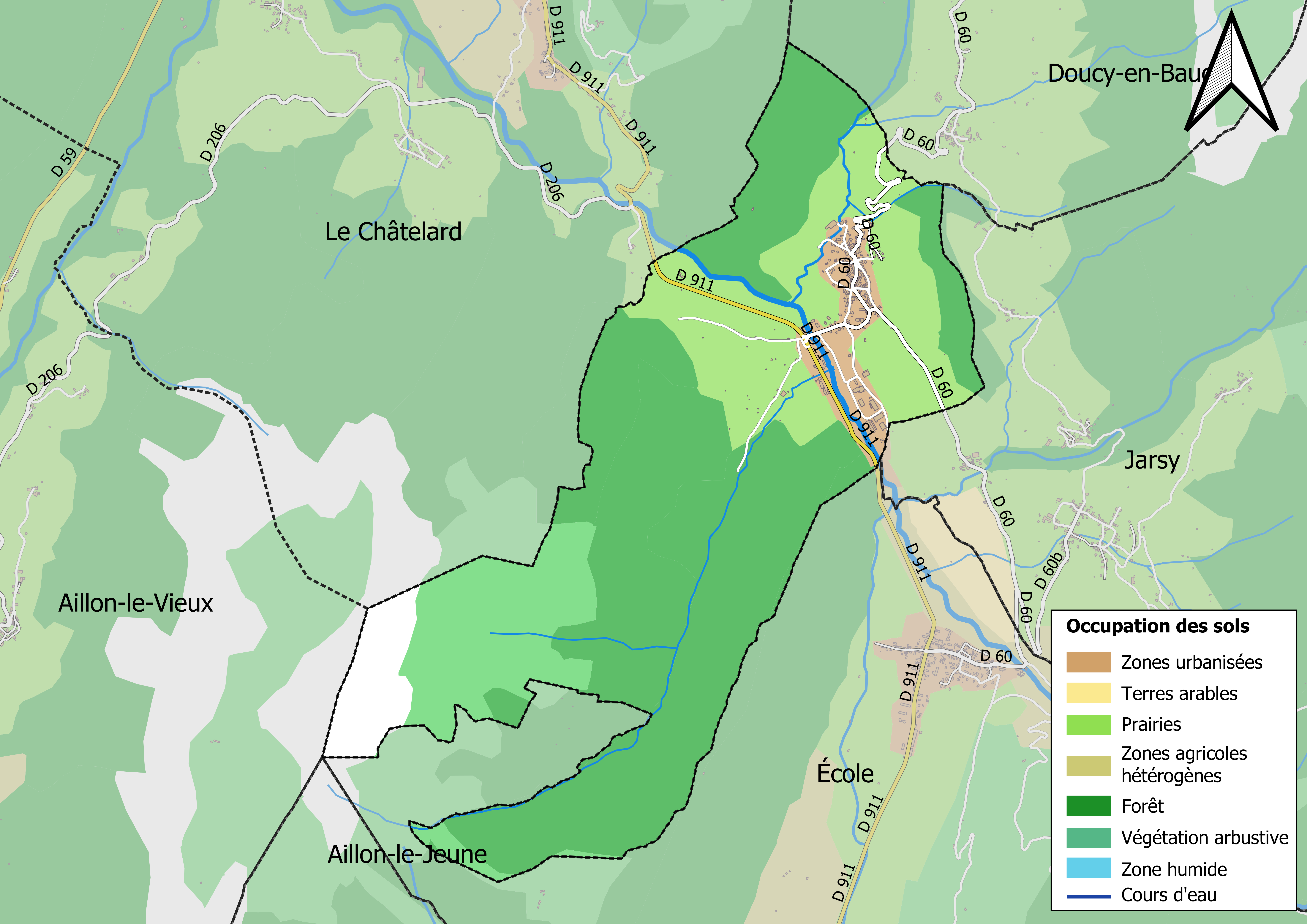
Carte des infrastructures et de l'occupation des sols en 2018 (CLC) de la commune.
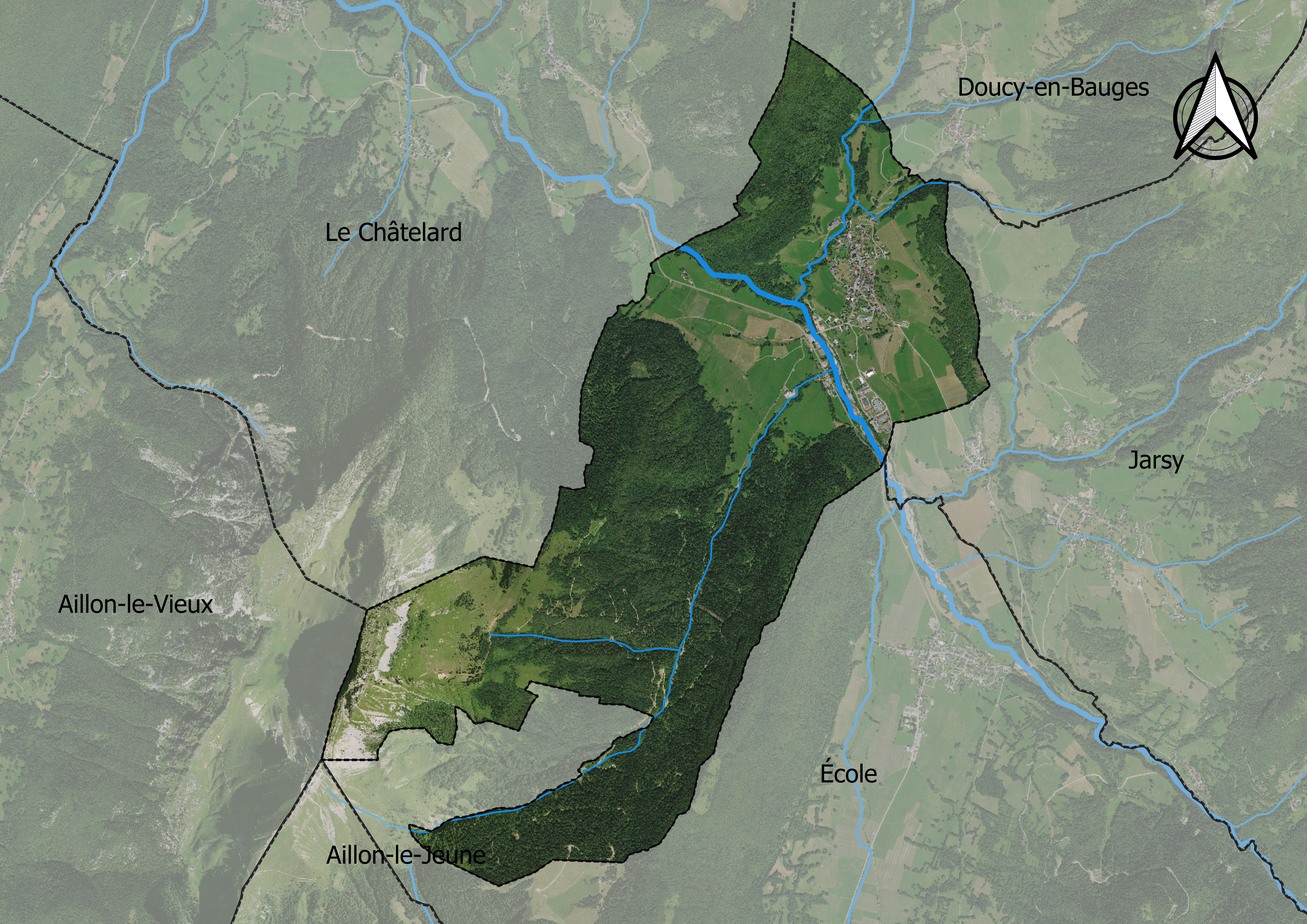
Carte orthophotogrammétrique de la commune.

## Toponymie
La commune porte le nom de La Compôte ou Compôte-en-Bauges,. Le toponyme proviendrait d'un patronyme, qui en latin compositus, compostus désignerait quelque chose de « bien rangé, bien orné, sage, prudent »,. Il pourrait sinon provenir de l'ancien français compost, que l'on retrouve également dans le hameau de Compois sur le territoire de la commune suisse de Meinier, et qui désigne un « arrangement ; cadastre des biens immeubles d'une juridiction ou d'une communauté, registre qui contient un état des fonds sujets à la taille, redevance payée par plusieurs personnes pour l'utilisation en commun d'un bien (exemple pour faire paître du bétail) ».
La première mention du nom remonte vers 1090 avec Composta, selon Samuel Guichenon (p. 26),. Au XIVe siècle, le village est désigné sous le vocable Parrochia de Composte,.
En francoprovençal, le nom de la commune s'écrit La Konpouta, selon la graphie de Conflans.

## Politique et administration

### Liste des maires
| Période                                  | Période                    | Identité            | Étiquette | Qualité |
| ---------------------------------------- | -------------------------- | ------------------- | --------- | ------- |
| Les données manquantes sont à compléter. |                            |                     |           |         |
| mars 2001                                | En cours (au 30 juin 2020) | Jean-Pierre Fressoz |           |         |

## Population et société

### Démographie
Les habitants de la commune sont appelés les Compôtains.
L'évolution du nombre d'habitants est connue à travers les recensements de la population effectués dans la commune depuis 1793. Pour les communes de moins de 10 000 habitants, une enquête de recensement portant sur toute la population est réalisée tous les cinq ans, les populations de référence des années intermédiaires étant quant à elles estimées par interpolation ou extrapolation. Pour la commune, le premier recensement exhaustif entrant dans le cadre du nouveau dispositif a été réalisé en 2004.

En 2022, la commune comptait 266 habitants, en évolution de +5,14 % par rapport à 2016 (Savoie : +3,63 %, France hors Mayotte : +2,11 %).
| 1793 | 1800 | 1806 | 1822 | 1838 | 1848 | 1858 | 1861 | 1866 |
| ---- | ---- | ---- | ---- | ---- | ---- | ---- | ---- | ---- |
| 403  | 410  | 455  | 522  | 574  | 583  | 504  | 511  | 511  |

| 1872 | 1876 | 1881 | 1886 | 1891 | 1896 | 1901 | 1906 | 1911 |
| ---- | ---- | ---- | ---- | ---- | ---- | ---- | ---- | ---- |
| 510  | 512  | 529  | 548  | 520  | 535  | 536  | 561  | 557  |

| 1921 | 1926 | 1931 | 1936 | 1946 | 1954 | 1962 | 1968 | 1975 |
| ---- | ---- | ---- | ---- | ---- | ---- | ---- | ---- | ---- |
| 487  | 485  | 451  | 447  | 411  | 455  | 387  | 327  | 259  |

| 1982 | 1990 | 1999 | 2004 | 2006 | 2009 | 2014 | 2019 | 2022 |
| ---- | ---- | ---- | ---- | ---- | ---- | ---- | ---- | ---- |
| 241  | 249  | 217  | 217  | 211  | 230  | 251  | 264  | 266  |

### Enseignement
La commune est rattachée à l'académie de Grenoble.

## Culture locale et patrimoine

### Lieux et monuments
Le tavalan est une particularité du village, il s'agit d'un tronc de sapin courbé qui soutient un balcon en façade pour stocker les fagots de bois.
Les grangettes à foin sont également une curiosité de ce village. Elles sont construites dans la vallée à distance du village pour y stocker le foin et éviter le risque d'incendie.

### Personnalités liées à la commune
- Roger Fressoz (1921-1999), ancien directeur du Canard enchaîné.